# Maggie Simpson

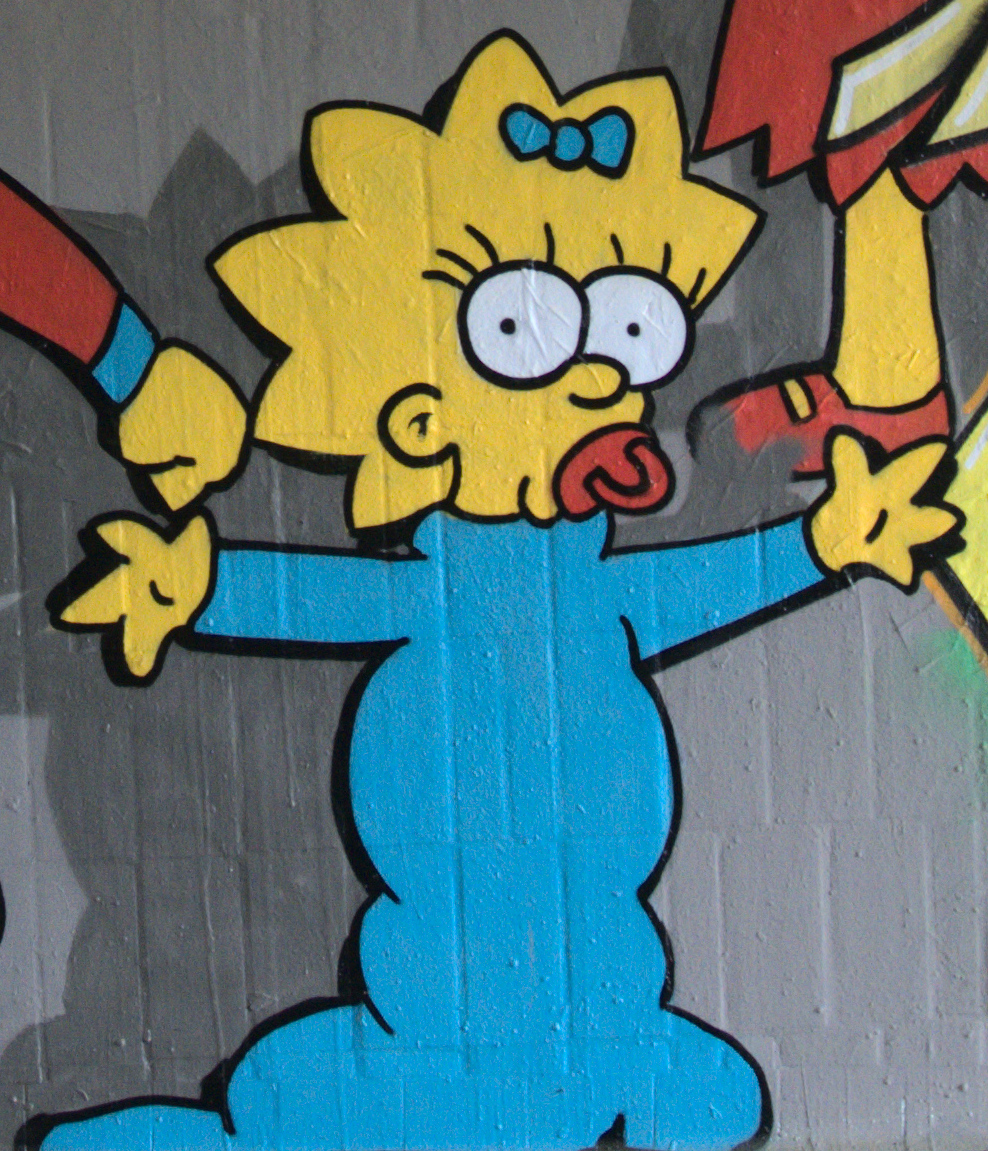
Maggie Simpson na graffiti w Friedrichspark w Mannheim

Margaret "Maggie" Simpson (ur. 1988) – fikcyjna postać występująca w serialu animowanym o rodzinie Simpsonów. 
Maggie jest najmłodszą córką Homera i Marge. Ma starszego brata Barta i siostrę Lisę. Miała najeżone żółte włosy z kokardką na głowie, długą niebieską koszulę nocną i czerwony smoczek. Maggie obchodziła swoje pierwsze urodziny w odcinku Kochanek lady Bouvier (S05E21). W filmie mówi niewiele, a zamiast tego nieustannie ssie smoczek. Zazwyczaj, gdy chce coś przekazać swojej rodzinie, czyni to przy pomocy subtelnych gestów lub wyrazów twarzy. W odcinkach z przyszłości oraz wyobrażeniach o przyszłości też nic nie mówi (choć wtedy umie mówić). W przyszłości będzie bardzo znaną piosenkarką. 
Maggie po raz pierwszy przemówiła w odcinku Pierwsze słowo Lisy (S04E10), gdzie głosu udzieliła jej aktorka Elizabeth Taylor.
Maggie umie posługiwać się bronią: w jednym z odcinków postrzeliła pana Burnsa w innym zaś uratowała Homera podczas mafijnych porachunków strzelając do napastników z okna swojej sypialni. 